# Fibrodontia
Fibrodontia — рід грибів родини Hydnodontaceae. Назва вперше опублікована 1968 року.

## Класифікація
До роду Fibrodontia відносять 6 видів:
- Fibrodontia alba
- Fibrodontia brevidens
- Fibrodontia fimbriata
- Fibrodontia gossypina
- Fibrodontia subceracea
- Fibrodontia tomentosa